# Nhóm hữu hạn sinh

Nhóm nhị diện cấp 8 yêu cầu hai phần tử sinh, được minh họa trong biểu đồ trên

Trong đại số, các nhóm hữu hạn sinh là các nhóm G có tập sinh hữu hạn S sao cho mọi phần tử thuộc G đều có thể viết thành tích (dưới phép toán nhóm) của hữu hạn số phần tử thuộc tập S, bao gồm cả nghịch đảo của các phần tử đó.
Theo định nghĩa, mọi nhóm hữu hạn đều hữu hạn sinh, bởi S có thể lấy ngay từ G. Mọi nhóm vô hạn nhưng hữu hạn sinh đều phải đếm được nhưng ngược lại, nhóm đếm được thì không nhất thiết phải hữu hạn sinh. Ví dụ nhóm các số hữu tỉ Q cùng phép cộng là một ví dụ về nhóm đếm được nhưng không hữu hạn sinh.

## Một số ví dụ và tính chất
- Mọi nhóm thương của nhóm hữu hạn sinh G cũng hữu hạn sinh.
- Nhóm con của nhóm hữu hạn sinh không nhất thiết phải hữu hạn sinh.
- Nhóm được sinh bởi một phần tử là nhóm cyclic. Mọi nhóm cyclic vô hạn đều đẳng cấu với nhóm cộng của các số nguyên Z.
  - Nhóm cyclic địa phương là nhóm mà mọi nhóm con hữu hạn sinh của nó đều là nhóm cyclic.
- Nhóm tự do trên tập hữu hạn hữu hạn sinh bởi các phần tử thuộc tập đó.

## Nhóm abel hữu hạn sinh

Sáu căn đơn vị thứ 6 tạo thành nhóm cyclic dưới phép nhân.

Mọi nhóm Abel đều có thể được xem là module trên vành các số nguyên Z, và trong nhóm abel hữu hạn sinh cùng các phần tử sinh x1, ..., xn, mọi phần tử nhóm x đều có thể viết thành tổ hợp tuyến tính của các phần tử sinh này,
x = α1⋅x1 + α2⋅x2 + ... + αn⋅xn
với các số nguyên α1, ..., αn.
Nhóm con của nhóm abel hữu hạn sinh cũng hữu hạn sinh.
Định lý cơ bản của nhóm Abel hữu hạn sinh sinh phát biểu rằng nhóm Abel hữu hạn sinh là tổng trực tiếp của một nhóm Abel tự do có hạng hữu hạn và một nhóm giao hoán hữu hạn. Mỗi nhóm đó đều duy nhất xê xích đẳng cấu.

## Nhóm con
Nhóm con của nhóm hữu hạn sinh không nhất thiết phải hữu hạn sinh. Nhóm con giao hoán tử của nhóm tự do {\displaystyle F_{2}} trên hai phần tử sinh là ví dụ về nhóm con không hữu hạn sinh của nhóm hữu hạn sinh.
Mặt khác, tất cả các nhóm con của nhóm giao hoán đều hữu hạn sinh.
Nhóm con có chỉ số hữu hạn trong nhóm hữu hạn sinh thì luôn hữu hạn sinh, dùng công thức chỉ số Schreier sẽ tìm ra cận của số phần tử sinh cần dùng.
Trong 1954, Albert G. Howson đã chứng minh rằng giao của hai nhóm con hữu hạn sinh của nhóm tự do cũng hữu hạn sinh. Hơn nữa, nếu {\displaystyle m} và {\displaystyle n} là số phần tử sinh của hai nhóm con hữu hạn sinh đó thì giao của chúng được sinh bởi không quá {\displaystyle 2mn-m-n+1} số phần tử sinh. Cận trên được cải thiện bởi Hanna Neumann thành {\displaystyle 2(m-1)(n-1)+1}, xem giả thuyết Hanna Neumann.
Mạng các nhóm con thoả mãn điều kiện xích tăng dần khi và chỉ khi tất cả các nhóm con của nhóm đó đều hữu hạn sinh. Nhóm mà tất cả các nhóm con đều hữu hạn sinh thì được gọi là nhóm Noether.
Nhóm mà mọi nhóm con hữu hạn sinh của nó đều hữu hạn được gọi là nhóm hữu hạn địa phương. Mọi nhóm hữu hạn địa phương đều tuần hoàn, tức là mỗi phần tử đều có cấp hữu hạn. Ngược lại, mọi nhóm Abel tuần hoàn đều hữu hạn địa phương.

## Ứng dụng
Lý thuyết nhóm hình học nghiên cứu các mối liên hệ giữa tính chất đại số của các nhóm hữu hạn sinh và tính chất tô pô và hình học của các không gian mà các nhóm đó tác động lên.

## Thuật ngữ liên quan
Bài toán từ cho nhóm hữu hạn sinh là bài toán quyết định xem liệu hai từ trong các phần tử sinh của nhóm có biểu diễn chung một phần tử. Bài toán từ cho nhóm hữu hạn sinh giải được khi và chỉ khi nhóm đó có thể nhúng trong mọi nhóm đóng đại số.
Hạng của nhóm thường được định nghĩa là số lực lượng nhỏ nhất của tập sinh của nhóm. Theo định nghĩa, hạng của nhóm hữu hạn sinh có giá trị hữu hạn.